# Parasteatoda tepidariorum
Parasteatoda tepidariorum (C. L. Koch, 1841) è un ragno appartenente alla famiglia Theridiidae.

## Distribuzione
La molteplicità dei rinvenimenti di esemplari in tutti i continenti rende di fatto questa specie cosmopolita.

## Tassonomia
È la specie tipo del genere Parasteatoda Archer, 1946.
Non sono stati esaminati esemplari di questa specie dal 2011.
Attualmente, a dicembre 2013, è nota una sola sottospecie:
- Parasteatoda tepidariorum australis (Thorell, 1895) - Birmania